# Cratere Greaves
Greaves è un piccolo cratere lunare, intitolato all'astronomo inglese William Michael Herbert Greaves e situato vicino al bordo sudovest del Mare Crisium. È una formazione circolare, a forma di conca con una piccola superficie interna al centro. Questo cratere si estende verso il bordo settentrionale del cratere Lick. A nordovest è presente il cratere cratere Yerkes e a nordest il cratere Picard.

Il cratere con le strutture vicine in formato selenocromatico

Questo cratere era chiamato in precedenza 'Lick D', prima di essere rinominato dalla IAU.